# کوارنشتدت
کوارنشتدت (به آلمانی: Quarnstedt) یک شهر در آلمان است که در اشتاینبورگ واقع شده‌است. کوارنشتدت ۴۲۰ نفر جمعیت دارد.